# Kraljič-Matrix

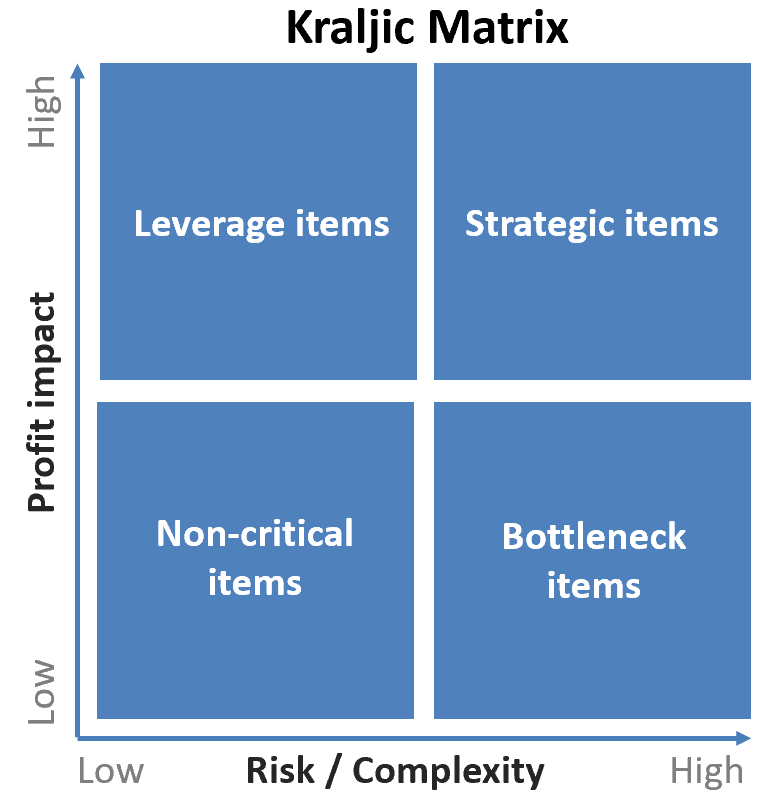
Visuelle Veranschaulichung der Kraljič-Matrix

Die Kraljič-Matrix hat ihren Namen von Peter Kraljič, der sie erstmals in einem 1983 in der Harvard Business Review veröffentlichten Artikel formalisierte, in dem er feststellte, dass sich die Einkaufsfunktion in vielen Unternehmen auf die Durchführung von Routineaktionen beschränkte, ohne die wachsende Entwicklung und Komplexität der Zuliefermärkte mit den daraus resultierenden Risiken für diejenigen zu verstehen, die nicht wussten, wie sie eine angemessene Einkaufsstrategie anwenden sollten.
Nach dem von Kralijc vorgeschlagenen Schema werden die Einkäufe eines Unternehmens in vier Klassen eingeteilt, und zwar auf der Grundlage der Komplexität des Liefermarktes (Monopolsituationen, Eintrittsbarrieren, technologische Innovationen) und der Bedeutung der Einkäufe (bestimmt durch den Wert der Warenklasse, die Gegenstand der Analyse ist, auf den Gesamtumsatz des Einkaufs).
Diese Unterteilung ermöglicht es dem Unternehmen, die optimalen Einkaufsstrategien für jede der vier durch die Matrix identifizierten Komponententypen/Warenklassen zu definieren, mit dem Ziel, die Ergebnisse des Unternehmens zu maximieren.

## Übersicht
Die Kraljič-Matrix definiert die folgenden Typen von Elementen:
- nicht zum Kerngeschäft gehörend (nicht kritisch): Komponenten, die eine geringe Auswirkung auf das Unternehmen haben und in Hülle und Fülle und/oder in Märkten mit geringem Risiko zu finden sind. Für diese Art von Komponenten wird in der Regel die Delegation der Verwaltung gewählt.

- mit Multiplikatoreffekten (Leverage-Effekt): wichtig für das Unternehmen, aber in risikoarmen Märkten angesiedelt und mit einem reichhaltigen Angebot. Wie der Name schon sagt, ist die optimale Verwaltung dieser Einkaufskategorien entscheidend für ein zufriedenstellendes Unternehmensergebnis; bei dieser Art von Komponenten neigt das Unternehmen dazu, seine Verhandlungsmacht und die Fülle des Angebots mit häufigen Verhandlungen maximal auszunutzen.

- mit Engpässen (Bottleneck): mit geringen wirtschaftlichen Auswirkungen, bei denen jedoch die Kontinuität der Lieferungen gefährdet ist. Das Management dieser Komponenten zielt darauf ab, mittelfristige Beziehungen zwischen Kunde und Lieferant zu schaffen, um die Versorgung zu gewährleisten, wobei der Schwerpunkt weniger auf den Kosten liegt.

- strategisch: wichtig für das Unternehmen sowohl in Bezug auf die wirtschaftlichen Auswirkungen als auch auf die Lieferbedingungen aus komplexen und/oder risikoreichen Märkten. In diesem Bereich ist der Horizont mittel- bis langfristig mit kontinuierlicher Beobachtung der wirtschaftlichen Situation des Marktes, der technischen Entwicklung, der Bewertung von Make or Buy, der Schaffung von Alternativen und der Entwicklung von stabilen Beziehungen und maximaler Zusammenarbeit mit dem Lieferanten.

In ihrer ursprünglichen Form wird die Kraljič-Matrix für die Abbildung von Einkäufen und nicht von Lieferanten verwendet. Die Matrix funktioniert jedoch genauso gut, um verschiedene Kategorien von Lieferanten zu unterscheiden.